# Kršitve človekovih pravic v Rusiji
Človekove pravice v Rusiji so zelo kritizirali mednarodne organizacije in neodvisni domači mediji. Nekatere najpogosteje omenjene kršitve človekovih pravic, ki se dogajajo v Rusiji, vključujejo usmrtitve v priporu, razširjena in sistematična uporaba mučenja s strani varnostnih sil in zaporniških paznikov, vrste nadlegovanja v ruski vojski, razširjene kršitve otrokovih pravic, nasilje in diskriminacija etničnih manjšin ter usmrtitve novinarjev.
Kot državo naslednico Sovjetske zveze, Rusko federacijo še vedno zavezujejo isti sporazumi o človekovih pravicah, ki jih je podpisala in sprejela njena predhodnica, kot so mednarodni pakti o državljanskih in političnih pravicah ter ekonomskih, socialnih in kulturnih pravicah. V poznih devetdesetih letih dvajsetega stoletja je Rusija ratificirala tudi Evropsko konvencijo o človekovih pravicah (s pridržkom) in od leta 1998 dalje je Evropsko sodišče za človekove pravice v Strasbourgu postalo zadnje pritožbeno sodišče za ruske državljane iz njihovega nacionalnega pravosodnega sistema. V skladu s 15. členom 1. poglavja ustave iz leta 1993 imajo te izvedbe mednarodnega prava prednost pred nacionalno zvezno zakonodajo. Vendar pa se, od kar je Vladimir Putin znova postal ruski predsednik, poroča vedno več o raznih kršitvah človekovih pravic, vključno z namernimi zastrupitvami političnih nasprotnikov. 
Od državnih volitev leta 2011 in Putinovega ponovnega prevzema predsedniškega položaja spomladi 2012 je prišlo do zakonodajnega napada na številne mednarodne in ustanove za človekove pravice, npr. 20. člen (Svoboda zbiranja in združevanja) Splošne deklaracije človekovih pravic, ki je zapisana v 30. in 31. členu Ustave Ruske federacije (1993). Decembra 2015 je bil sprejet zakon, ki daje ruskemu ustavnemu sodišču pravico, da odloči, ali lahko Rusija uveljavlja ali ignorira resolucije medvladnih organov, kot je Evropsko sodišče za človekove pravice.
Rusija je imela, kot nekdanja članica Sveta Evrope in podpisnica Evropske konvencije o človekovih pravicah, mednarodne obveznosti v zvezi s človekovimi pravicami. V uvodu poročila o razmerah v Rusiji iz leta 2004 je komisar za človekove pravice Sveta Evrope opozoril na »nesporne obsežne spremembe od razpada Sovjetske zveze«.